# Підводні човни 600 серії (Франція)
Не варто плутати з італійськими підводними човнами 600 серії
Підводні човни 600 серії (Франція), також підводні човни 630 серії (фр. Série 600-630 tonnes) — серія французьких середніх підводних човнів, побудованих французькими суднобудівельними компаніями у міжвоєнний період. За французькою класифікацією типів того часу це були човни 2-го класу. Між 1923 і 1935 роками було побудовано 28 човнів шести типів. Субмарини цих серій входили до складу французьких ВМС і під час Другої світової війни інтенсивно використовувалися французьким флотом Віші, а з 1943 року також і ВМС Вільної Франції. Королівський флот і італійський флот захопили по два човни цієї серії. Крім того, італійці підняли і частково ввели до строю кілька затоплених підводних човнів серії 600/630.

## Список підводних човнів серії 600/630

### Серія 600
Дванадцять човнів 600-тонного типу були побудовані в період з 1923 до 1930 року на трьох різних верфях.

#### ПЧ типу «A» («Сірен»)
Чотири підводні човни типу «Сірен» будувала компанія Ateliers et chantiers de la Loire у Сен-Назері між 1923 і 1927 роками.
| Човен    | Закладка | Спущений | Введений до строю | Виведений | Прим.                                                                            |
| -------- | -------- | -------- | ----------------- | --------- | -------------------------------------------------------------------------------- |
| «Галаті» | 1924     | 1925     | 1927              | 1942      | 27 листопада 1942 року самозатоплений екіпажем у Тулоні                          |
| «Наяде»  | 1923     | 1925     | 1927              | 1942      | 27 листопада 1942 року самозатоплений екіпажем у Тулоні                          |
| «Німфе»  | 1923     | 1926     | 1927              | 1938      | У 1938 році виведений зі складу флоту та 25 червня 1941 року розібраний на брухт |
| «Сірен»  | 1923     | 1925     | 1927              | 1942      | 27 листопада 1942 року самозатоплений екіпажем у Тулоні                          |

#### ПЧ типу «B» («Аріан»)
Чотири підводні човни типу «Аріан» будувала компанія Chantiers et Ateliers Augustin Normand у Гаврі між 1923 і 1929 роками.
| Човен      | Закладка       | Спущений        | Введений до строю | Виведений | Прим. |
| ---------- | -------------- | --------------- | ----------------- | --------- | --- |
| «Ундін»    | 18 квітня 1924 | 31 травня 1927  | 17 серпня 1928    | 1928      | 3 жовтня 1928 році затонув поблизу Віго унаслідок зіткнення з грецьким вантажним судном під час випробувань |
| «Аріан»    | 6 серпня 1923  | 6 серпня 1925   | 1 вересня 1929    | 1942      | 9 листопада 1942 року самозатоплений екіпажем в Орані                                                       |
| «Еврідіка» | 18 квітня 1924 | 31 травня 1927  | 1 вересня 1929    | 1942      | 27 листопада 1942 року самозатоплений екіпажем у Тулоні                                                     |
| «Данае»    | 18 квітня 1924 | 11 вересня 1927 | листопад 1929     | 1942      | 9 листопада 1942 року самозатоплений екіпажем в Орані                                                       |

#### ПЧ типу «C» («Сірсе»)
Чотири підводні човни типу «Сірсе» будувалися компанією Chantiers Schneider et Cie у Шалон-сюр-Сон між 1924 і 1930 роками.
| Човен     | Закладка      | Спущений          | Введений до строю | Виведений | Прим. |
| --------- | ------------- | ----------------- | ----------------- | --------- | --- |
| «Сірсе»   | 25 січня 1924 | 29 жовтня 1925    | 1 жовтня 1926     | 1942      | У грудні 1942 року корабель захоплений німцями в Бізерті і переданий Італії, де отримав позначення FR 117, але на озброєння не надійшов. 6 травня 1943 року затоплений у Бізерті |
| «Каліпсо» | 7 лютого 1924 | 28 січня 1926     | 1 січня 1927      | 1942      | У грудні 1942 року корабель захоплений німцями в Бізерті. 30 січня 1943 року затоплений унаслідок бомбардування союзною авіацією у порту Бізерти                                 |
| «Тетіс»   | 1 лютого 1924 | 30 червня 1927    | 1 січня 1929      | 1942      | 27 листопада 1942 року затоплений у Тулоні. Піднятий 1 березня 1943 року, але затоплений під час бомбардування союзників                                                         |
| «Доріс»   | 1 лютого 1924 | 25 листопада 1927 | 26 травня 1928    | 1940      | 9 травня 1940 року знищений торпедною атакою німецького ПЧ U-9 західніше голландського Петтена                                                                                   |

### Серія 630
Шістнадцять човнів 630-тонного типу були побудовані в період з 1927 до 1935 року на п'яти різних верфях.

#### ПЧ типу «D» («Аргонот»)
П'ять підводних човнів типу «Аргонот» будувалися компанією Chantiers Schneider et Cie у Шалон-сюр-Сон між 1927 до 1935 роками.
| Човен        | Закладка       | Спущений       | Введений до строю | Виведений | Прим.                                                                                        |
| ------------ | -------------- | -------------- | ----------------- | --------- | -------------------------------------------------------------------------------------------- |
| «Аргонот»    | 19 грудня 1927 | 23 травня 1929 | 1 червня 1932     | 1942      | 8 листопада 1942 року потоплений поблизу Орана британськими есмінцями «Акейтіз» і «Весткотт» |
| «Аретуз»     | 14 квітня 1927 | 6 січня 1928   | 14 липня 1933     | 1944      | У 1944 році виведений зі складу флоту, у березні 1946 року проданий на металобрухт           |
| «Аталанте»   | 17 серпня 1928 | 5 серпня 1930  | 18 вересня 1934   | 1944      | У 1944 році виведений зі складу флоту, у березні 1946 року проданий на металобрухт           |
| «Ла Вестале» | 30 січня 1931  | 22 травня 1932 | 18 вересня 1934   | 1944      | У 1944 році виведений зі складу флоту, у березні 1946 року проданий на брухт                 |
| «Султан»     | 3 лютого 1931  | 4 серпня 1932  | 20 травня 1935    | 1944      | У 1944 році виведений зі складу флоту, 27 грудня 1946 року проданий на брухт                 |

#### ПЧ типу «E» («Оріон»)
Два підводні човни типу «Оріон» будувалися компаніями Ateliers et chantiers de la Loire у Нанті та Ateliers et chantiers de la Loire у Сен-Назері між 1929 до 1932 роками.
| Човен   | Закладка       | Спущений       | Введений до строю | Виведений | Прим.                                    |
| ------- | -------------- | -------------- | ----------------- | --------- | ---------------------------------------- |
| «Оріон» | 9 липня 1929   | 21 квітня 1931 | 5 липня 1932      | 1946      | 26 березня 1946 року списаний на брухт   |
| «Ондін» | 30 серпня 1929 | 4 травня 1931  | 5 липня 1932      | 1946      | 26 березня 1946 року розібраний на брухт |

#### ПЧ типу «F» («Діан»)
Дев'ять підводних човнів типу «Діан» будувалися компаніями Chantiers et Ateliers Augustin Normand у Гаврі та Chantier de la Seine в Руані між 1927 до 1934 роками.
| Човен      | Закладка       | Спущений          | Введений до строю | Виведений | Прим. |
| ---------- | -------------- | ----------------- | ----------------- | --------- | --- |
| «Діана»    | 4 січня 1928   | 13 травня 1930    | 1 вересня 1932    | 1942      | 9 листопада 1942 року самозатоплений екіпажем в Орані |
| «Медюз»    | 1 січня 1928   | 26 серпня 1930    | 1 вересня 1932    | 1942      | 10 листопада 1942 року наразився на мілину поблизу мису Капо Бланке, де затоплений літаком з американського легкого крейсера «Філадельфія»                                             |
| «Антіоп»   | 28 грудня 1928 | 18 серпня 1931    | 12 жовтня 1933    | 1946      | 26 квітня 1946 року списаний на брухт |
| «Амфітріт» | 8 серпня 1928  | 20 грудня 1930    | 8 червня 1933     | 1942      | 8 листопада 1942 року потоплений біля Касабланки вогнем американських кораблів: лінкора «Массачусеттс» і важких крейсерів «Тускалуза» та «Вічита» і штурмовиків з авіаносця «Рейнджер» |
| «Амазон»   | 28 грудня 1928 | 28 грудня 1931    | 12 жовтня 1933    | 1946      | 26 квітня 1946 року списаний на брухт |
| «Орфі»     | 22 серпня 1929 | 10 листопада 1931 | 8 червня 1933     | 1946      | 15 квітня 1946 року списаний на брухт |
| «Ореад»    | 15 серпня 1929 | 23 травня 1932    | 15 грудня 1933    | 1942      | 8 листопада 1942 року потоплений в порту Касабланки внаслідок артилерійського вогню та атак авіаносної авіації                                                                         |
| «Сібіл»    | 10 січня 1931  | 28 січня 1933     | 22 грудня 1934    | 1942      | після 8 листопада 1942 року ймовірно затонув унаслідок бойових дій біля Касабланки після 8 листопада 1942 року                                                                         |
| «Сай»      | 26 грудня 1930 | 4 серпня 1932     | 23 грудня 1933    | 1942      | 8 листопада 1942 року потоплений біля Касабланки вогнем американських кораблів: лінкора «Массачусеттс» і важких крейсерів «Тускалуза» та «Вічита» і штурмовиків з авіаносця «Рейнджер» |